# Francesco La Rosa (Fußballspieler, 1926)
Francesco La Rosa (* 9. Dezember 1926 in Messina; † 8. April 2020 in Mailand) war ein italienischer Fußballspieler.

## Leben
La Rosa wuchs in Mailand auf. Zwischen 1949 und 1956 spielte er in der italienischen Serie A, etwa für Pro Patria, US Triestina, US Palermo und zuletzt erneut Pro Patria.
1952 gehörte er der italienischen Delegation bei den Olympischen Sommerspielen in Helsinki an und kam bei dem Fußballturnier in der Vorrunde und dem Achtelfinale zum Einsatz.
Anfang April 2020 starb La Rosa im Alter von 93 Jahren während der COVID-19-Pandemie in Italien in einem Pflegeheim an der Erkrankung.